# 18730 Wingip
18730 Wingip è un asteroide della fascia principale. Scoperto nel 1998, presenta un'orbita caratterizzata da un semiasse maggiore pari a 2,9612113 UA e da un'eccentricità di 0,0548045, inclinata di 2,92747° rispetto all'eclittica.